# Филиппенко, Николай Григорьевич
Филиппенко Николай Григорьевич (1941 - 2016) - доктор медицинских наук, профессор, основатель кафедры клинической фармакологии Курского государственного медицинского университета.

## Биография
Н.Г. Филиппенко родился в 1941 г. в пос. Теткино Курской обл. После окончания средней школы работал слесарем на заводе, затем поступил в Курский медицинский институт, который окончил с отличием, и был рекомендован в клиническую ординатуру по терапии. Работал врачом-ординатором Областной клинической больницы № 1, затем ассистентом, доцентом кафедры внутренних болезней № 1 Курского государственного медицинского института (КГМУ). В 1984 г. под руководством Н.Г. Филиппенко была создана, одна из первых в стране, кафедра клинической фармакологии и фармакотерапии, организованы фармакокинетические лаборатории в Курской и Орловской областях, функционирующие в крупных ЛПУ, создан учебно-методический комплекс новой специальности «клиническая фармация», впервые в нашей стране осуществлялась подготовка клинических провизоров. Основное научное направление, которое разрабатывал Николай Григорьевич со своими коллегами и учениками, – системный подход в изучении взаимосвязей фармакогенетических, фармакокинетических особенностей биотрансформации ксенобиотиков у больных с заболеваниями внутренних органов с целью оптимизации фармакологической профилактики заболеваний и улучшения качества жизни пациентов. На кафедре под его руководством успешно выполнялись докторские и кандидатские диссертации по специальностям кардиология, фармакология, клиническая фармакология. Передовой опыт учебно-методической работы педагога и ученого обобщен и опубликован в руководстве «Алгоритмы фармакотерапии», в учебнике для вузов «Клиническая фармакология и фармакотерапия» (под редакцией В.Г. Кукеса, А.К. Стародубцева), в серии учебных пособий «Клиническая фармакология и фармакотерапия в таблицах, схемах и алгоритмах» и ряде других монографий. Н.Г. Филиппенко – автор более 500 печатных работ, в том числе опубликованных в США, Великобритании, Японии, Швейцарии и др., 5 патентов на изобретения. Николай Григорьевич возглавлял Курский центр клинических испытаний новых лекарственных средств. Под его руководством ученые КГМУ и врачи ЛПУ г. Курска принимали участие в выполнении многочисленных научно-исследовательских много- центровых национальных и международных программ (АРГУС, ЭКО, Премьера, Signify и др.). Н.Г. Филиппенко, являясь председателем курского отделения РНМОТ, был инициатором активного внедрения формулярной системы лечения заболеваний в регионе Курской магнитной аномалии. Николай Григорьевич являлся членом ученого совета МЗ РФ секции кардиологии, членом правления Российского научного общества фармакологов, методического совета по фармакологии и клинической фармакологии МЗ РФ, других республиканских и областных организаций.

## Общественная работа
Большая загруженность по основной работе не мешала выполнять разностороннюю общественную работу. Николай Григорьевич являлся членом ученого совета МЗ РФ  - секции кардиологии, членом правления Российского научного общества фармакологов, методического совета по фармакологии и клинической фармакологии МЗ РФ, и других федеральных и областных организаций.
Ученый возглавлял областное отделение Российского научно-практического общества врачей-терапевтов, экспертный совет Курского отделения фонда обязательного медицинского страхования и Комитета здравоохранения правительства Курской области.

## Признание
Филиппенко Н.Г. – заслуженный врач РФ, почетный профессор КГМУ, награжден медалью ордена «За заслуги перед Отечеством» II степени, медалью «За заслуги перед отечественным здравоохранением», медалью «Ветеран труда», значком «Отличник здравоохранения».